# Normand Chaurette
Normand Chaurette, né à Montréal le 9 juillet 1954 et mort le 31 août 2022, est un dramaturge, romancier, nouvelliste et traducteur québécois.

## Biographie
Normand Chaurette naît à Montréal d'un père médecin et d'une mère pianiste,. À l'adolescence, il vit une période trouble ; c'est alors qu'il se met à dessiner et à écrire des textes qu'il détruit aussitôt de peur que ses parents ne les découvrent (seul Œuvres complètes. Tome 1 a survécu). Pourtant, il n'a encore aucune visée littéraire, du moins pas avant 1976, et l'écriture demeure plutôt un refuge, lieu où il exprime ses peurs et ses angoisses. Il songe à décrocher de l'école et à quitter le toit familial.
Quelques années plus tard, au cours de ses études à l'Université de Montréal, où il obtient un baccalauréat ès arts (littérature) en 1979, il remporte en 1976 le premier prix du IVe concours d'œuvres dramatiques de Radio-Canada et le prix Paul-Gibson pour son texte Rêve d'une nuit d'hôpital, une dramatique qui sera diffusée sur Radio-Canada,. L'œuvre qui évoque le destin d’Émile Nelligan est ensuite adaptée pour la scène et elle est présentée au Théâtre de Quat'Sous en 1980.
Fort de ce succès, Chaurette n'entrevoit pas encore une carrière vouée exclusivement à l’écriture. Il enseigne la linguistique, la grammaire transformationnelle et le français dans un centre d'accueil pour réfugiés asiatiques, centre qu'il a lui-même fondé. Entre 1979 et 1983, il rédige, comme pigiste, des critiques, des préfaces et des nouvelles, puis travaille comme éditeur de 1984 à 1988 chez Leméac.
À partir de 1982, Chaurette établit sa réputation avec la pièce Provincetown Playhouse, juillet 1919, j'avais 19 ans, un drame à la structure fragmentée et composée de reprises qui reçoit un accueil critique très favorable et est repris fréquemment par la suite. Il poursuit son œuvre et rédige les pièces de théâtre Fêtes d'automne, La société de Métis et Fragments d'une lettre d'adieu lus par des géologues, cette dernière étant retenue comme finaliste du prix littéraire du Gouverneur général en 1986. Selon les auteurs du Théâtre contemporain au Québec, 1945-2015, Normand Chaurette est de cette génération d'auteurs avec Michel Marc Bouchard et René-Daniel Dubois qui renouvelle le langage théâtral en lui donnant une oralité renouvelée qui rompt avec le théâtre identitaire ou nationaliste qui l'avait précédé depuis 1968.
Au tournant des années 1990, s'ouvre une décennie faste pour Chaurette. Il écrit 5 nouvelles, participe à un scénario de film et rédige pas moins de 7 pièces de théâtre au cours de la décennie dont quelques-unes deviendront des œuvres majeures de son répertoire comme Les reines, Le Passage de l'Indiana, Je vous écris du Caire, Stabat Mater I et II, Petit navire (seule pièce jeunesse de son répertoire) et Le Petit Köchel, sans compter ses textes radiophoniques,. Il connaît un grand succès en 1991 avec Les Reines, une variation sur les thèmes de certaines pièces de Shakespeare, notamment Henri VI et Richard III. En 1996, sa pièce Le Passage de l'Indiana qui aborde le thème du plagiat est créée au festival d’Avignon et vaut à Chaurette de recevoir le prix littéraire du Gouverneur général. Il obtient le même prix en 2001 pour Le Petit Köchel. En 1997, Les Reines devient la première pièce québécoise produite par la Comédie-Française (théâtre du Vieux-Colombier). Cette période est marquée par une collaboration étroite entre Chaurette et Denis Marleau qui trouve chez le dramaturge un auteur dont l’œuvre est curieuse et déconnectée, une œuvre qui pourrait être jouée n'importe où, une œuvre au langage énigmatique qui place Chaurette, selon lui, « dans les friches d'une sur-théâtralité encore indéfinie »,.
Après 2000, Chaurette délaisse la création théâtrale et se consacre davantage à d'autres projets dont un essai sur Shakespeare, un scénario de film (Roméo et Juliette) et deux livrets d'opéra (Hermione et le temps en 2003 et L'autre hiver en 2015). Les traductions de pièces de théâtre l'occupent également pendant cette période. Cependant, il revient au théâtre et écrit pour Christiane Pasquier un thriller basé sur Jack l'Éventreur, Ce qui meurt en dernier, mis en scène par Denis Marleau et créé à l'Espace Go en 2008. Publié en 2010 chez Leméac et en 2011 chez Acte Sud, le livre de Chaurette remporte le prix littéraire du Gouverneur général en 2011 dans la catégorie théâtre.
En bon traducteur, Chaurette s'est aussi inspiré du théâtre étranger et de 1988 à 2014, il traduit pas moins de 12 pièces incluant parmi celles-ci, Marie Stuart de Schiller, Hedda Gabler de Henrik Ibsen, Le More de Venise, Le songe d'une nuit d'été, La tempête, Les Joyeuses Commères de Windsor et La Nuit des rois de Shakespeare. Sa connaissance et son intérêt pour Shakespeare amènent Chaurette à lui consacrer un essai en 2011 intitulé Comment tuer Shakespeare pour lequel il gagne entre autres à nouveau le prix littéraire du Gouverneur général en 2012, cette fois dans la catégorie essai. Il termine sa série de traductions avec la pièce L'importance d'être Constant d'Oscar Wilde présentée au Théâtre du Nouveau Monde en 2014. Quelques-unes de ces pièces sont mises en scène par Alice Ronfard, Lorraine Pintal, Robert Lepage et Yves Desgagnés.
La réputation de Chaurette comme dramaturge franchit les frontières et plusieurs théâtres étrangers s'intéressent à son œuvre. Plusieurs de ses pièces de théâtre dont, par exemple, Provincetown Playhouse, juillet 1919, j'avais 19 ans, Fragments d'une lettre d'adieu lus par des géologues, Les reines, Le petit Köchel sont traduites en anglais, en catalan, en italien, en espagnol et en allemand et sont jouées notamment aux États-Unis, en France, en Belgique, en Italie et en Allemagne. Mieux, Stabat Mater I est créée à la Maison du Geste et de l'Image à Paris en 1997, tandis que Le Passage de l'Indiana et Le petit Köchel sont créées au festival d'Avignon en France, l'une en 1996, l'autre en 2000,.
Chaurette fait publié son roman Symbiose en 2021 et quelques jours avant sa mort le 31 août 2022 au Centre hospitalier de l'Université de Montréal,,, il remet à son éditeur son manuscrit Tombeau, un récit en éloge à Marie-Claire Blais morte en 2021. Ce livre sera publié en 2023.

## Réception critique
Chaurette et son œuvre ont fait l'objet de plusieurs études. Des experts de la littérature et du théâtre ainsi que des critiques se sont penchés sur les thématiques abordées par Chaurette et l'esthétisme de ses écrits. Déjà en 2000, la revue spécialisée Voix et Images lui consacrait un numéro complet en proposant un panorama de sa production, une entrevue avec l'auteur et des pistes de réflexion sur son esthétisme. Selon Le Théâtre contemporain du Québec, 1945-2015, sous la direction de Gilbert David, l’œuvre complexe de Chaurette trouve un écho dans le milieu de la culture et plusieurs de ses pairs louent son style, sa forme et sa musicalité. « Toutes ces facettes font en sorte qu'on célèbre la maturité de l’œuvre postmoderne de Chaurette durant la période et qu'on loue ses dons d'expérimentation formelle, empruntant à la musique ses codes et ses variations, et à la littérature, son plaisir du verbe et ses ressassements stylisés ».
Lucie Robert, dans L'atlas littéraire du Québec, abonde aussi dans le même sens en mettant l'emphase sur d'autres thématiques de la part d'une nouvelle génération d'auteurs dont Chaurette fait partie. Elle avance que « Normand Chaurette, Jovette Marchesssault, René-Daniel Dubois et Michel Marc Bouchard écrivent des pièces marquées par le découpage en fragments, la déconstruction de l'illusion théâtrale, l'indétermination du sens et de l'absence de concession aux impératifs de la scène. Ils y introduisent des problématiques qui renvoient plus à l'identité de l'artiste et à l'identité sexuelle qu'à l'identité nationale… ». Dans un article, Robert Wallace n'hésite pas à placer l'identité homosexuelle de certains créateurs, dont Chaurette, au cœur de leurs créations. Chaurette répond dans un entretien à la revue Voix et Images que l'orientation sexuelle du créateur n'est pas pertinente, qu'il n'écrit pas du théâtre spécifiquement gai mais des textes mettant en scène l'homosexuel. Comme il le dit, Chaurette ne cherche pas à réhabiliter l'homosexualité.
Comme le rappellent les auteurs du Théâtre contemporains au Québec, 1945-2015, on a souvent qualifié le théâtre de Chaurette d'injouable en référence à une citation de Jean-Cléo Godin (dans « Deux dramaturges de l'avenir », Études littéraires, 1985, p. 113-122) tiré d'un texte de Gilles Chagnon. En cause, le manque de théâtralité et de complicité avec la mise en scène. Il faut attendre la décennie suivante [1990] pour que l’œuvre de Chaurette trouve son envol. Selon ces auteurs, il faut surtout retenir que Chaurette a rompu avec les codes établis depuis 1968. Laissant ainsi de côté, par exemple, une écriture proche de la langue vernaculaire comme point d'identification du milieu social (comme on le voit dans le théâtre de Michel Tremblay), Chaurette se rapproche davantage d'une esthétique d'écriture moderne européenne. Ils ajoutent que son écriture plus abstraite qui met à l'épreuve les formes scéniques valorise l'intériorité narrative des personnages aux dépens de l'action. Chaurette porte ainsi, selon eux, son intérêt sur la marginalité, la psyché et la complexité de la pensée dans la lignée d'un Claude Gauvreau.

## Œuvre

### Pièces de théâtre
- Rêve d'une nuit d'hôpital, Leméac, collection « Théâtre » (1980)  (ISBN 978-2-7609-0085-1)
- Provincetown Playhouse, juillet 1919, j'avais 19 ans, Leméac, collection « Théâtre » (1981)  (ISBN 978-2-7609-0103-2)
- Fêtes d'automne, Leméac, collection « Théâtre » (1982)  (ISBN 978-2-7609-0108-7)
- La Société de Métis, Leméac, collection « Théâtre » (1983)  (ISBN 978-2-7609-0114-8)
- Fragments d'une lettre d'adieu lus par les géologues, Leméac/Actes Sud, collection « Papiers » (1986) — Finaliste du prix du Gouverneur général 1986 (théâtre)  (ISBN 2-7609-2120-4 et 2-7427-2659-4)
- Les Reines, Leméac/Actes Sud, collection « Papiers » (1991)  (ISBN 978-2-7609-0187-2 et 978-2-8694-3310-6)
- Le Passage de l'Indiana, Leméac/Actes Sud, collection « Papiers » (1996)  (ISBN 2-7609-1738-X et 2-7427-0422-1)
- Je vous écris du Caire, Leméac, collection « Théâtre » (1996)  (ISBN 978-2-7609-0348-7)
- « Stabat Mater I »Brève d'ailleurs (théâtre), Actes Sud, collection « Papiers » (1997)  (ISBN 2-7427-0444-2)
- Stabat Mater II, Leméac/Actes Sud, collection « Papiers » (1999)  (ISBN 978-2-7609-2038-5 et 978-2-7427-2562-5)
- Petit navire, Leméac/Actes Sud, collection « Papiers » (1999)  (ISBN 978-2-7609-9927-5 et 978-2-7427-2312-6)
- États financiers, Les Éditions du Silence (1999)  (ISBN 2-920180-55-X)
- Le Petit Köchel, Leméac/Actes Sud, collection « Papiers » (2000)  (ISBN 978-2-7609-2103-0 et 978-2-7427-2752-0)
- Petit navire, Arles, Actes Sud junior (2006)  (ISBN 2-7427-6341-4)
- Ce qui meurt en dernier, Leméac/Actes Sud, collection « Papiers » (2010)  (ISBN 978-2-7609-0697-6 et 978-2-7427-9461-4)

### Pièces radiophoniques
- L'âne de Bethleem (1990)
- Magnificat (1992)
- L'admirateur (1993)
- Nécrologie (1993) - Adaptation de la nouvelle de Dino Buzzati
- L'enfant prodigue (1994)
- La belle au bois dormant (1995) - Adaptation du conte de Charles Perrault
- Entre Moscow et Saint-Péterbourg (1995)
- Le Passage de l'Indiana 2 (1995)

### Roman, nouvelles et récits
- « La Chinoise », Jeu. Revue de théâtre, no 32 (3) (1984)  (ISSN 0382-0335)
- Scènes d'enfants, Montréal, Leméac (1988) — Finaliste du prix du Gouverneur général 1988 (ISBN 978-2-7609-3119-0)
- « La panne », Avoir dix-sept ans, sous la direction de Robert Lévesque, Montréal, Québec Amérique (1991).  (ISBN 2-8903-7550-1 et 978-2-8903-7550-5). Nouvelle parue antérieurement dans Le Devoir, le 6 juillet 1991)
- « Simplicité vaut mieux », XYZ : la Revue de la nouvelle, Montréal, XYZ, no 28 (1991)  (ISSN 0828-5608)
- « L'écolier disparu », Les Cahiers de Prospero, no 8 (1996)  (ISSN 1254-0285)
- Le Pont du Gard vu de nuit suivi de Le poids des choses, Montréal, Leméac, collection « Des-bonheurs-du-jour » (1998)  (ISBN 978-2-7609-3212-8)
- Symbiose, Montréal, Leméac (2021)  (ISBN 978-2-7609-4878-5)
- Tombeau, Montréal, Leméac (2023)  (ISBN 978-2-7609-4922-5)

### Traductions (premières mises en scène)
- 1988 : Le More de Venise (Othello, The Moor of Venice) ; auteur : William Shakespeare
- 1991 : Comme il vous plaire (As You Like It) ; auteur : William Shakespeare ; mise en scène : Alice Ronfard ; lieu : NCT
- 1994 : Marie Stuart (Maria Stuart) ; auteur : Johann Christoph Fredrich Von Schiller ; mise en scène : Alice Ronfard ; lieu : NCT
- 1995 : Hedda Gabler (Hedda Gabler) ; auteur : Henrik Ibsen ; mise en scène : Lorraine Pintal ; lieu : TNM
- 1995 : Le Songe d'une nuit d'été (A Midsummer Night Dream) ; auteur : William Shakespeare ; Mise en scène : Robert Lepage ; lieu : Théâtre du Trident
- 1997 : La tempête (The Tempest) ; auteur : William Shakespeare ; mise en scène : Robert Lepage ; lieu : Théâtre du Trident
- 1998 : La tragédie de Coriolan (The Tragedy of Coriolan) ; auteur : William Shakespeare ; mise en scène : Joël Jouanneau (et adaptation libre) ; lieu : Théâtre de l'Athénée
- 1999 : Roméo et Juliette (The Tragedy of Romeo And Juliet) ; auteur : William Shakespeare ; mise en scène : Martine Beaulne ; lieu : TNM
- 1999 : Les Joyeuses Commères de Windsor (The Merry Wives of Windsor) ; auteur : William Shakespeare ; mise en scène : Yves Desgagnés ; lieu : TNM
- 2002 : La Nuit des rois ou Ce que vous voudrez (Twelfth Night or What You Will) ; auteur : William Shakespeare ; mise en scène : Yves Desgagnés ; lieu : TNM
- 2005 : Un ennemi du peuple (En Folkefiende) ; auteur : Henrik Ibsen ; mise en scène : Suzanne Lantagne ; lieu : Conservatoire d'art dramatique du Québec
- 2007 : Othello ; auteur : William Shakespeare ; mise en scène : Denis Marleau ; lieu : Centre national des Arts (Ottawa)
- 2014 : L'importance d'être Constant (The Importance of Being Earnest) ; auteur : Oscar Wilde ; mise en scène : Yves Desgagnés ; lieu : TNM

### Cinéma et scénario
- 1995 : Le Confessional ; consultant au dialogue : Normand Chaurette[30]; scénario : Robert Lepage ; réalisation : Robert Lepage
- 2006 : Roméo et Juliette ; scénario : Normand Chaurette; réalisation : Yves Desgagnés

### Essai
- 2011 : Comment tuer Shakespeare, Presses de l'Université de Montréal, 224 p.  (ISBN 978-2-7606-2275-3)[17]

### Livrets d'opéra
- 2003 : Hermione et le temps (Livret d'opéra d'après Le Conte d'hiver de William Shakespeare) ; mise en scène : Suzanne Lantagne ; musique : Denis Gougeon ; lieu : Conservatoire d'art dramatique du Québec
- 2015 : L'autre hiver ; mise en scène: Denis Marleau et Stéphanie Jasmin ; musique et installation sonore : Dominique Pawels ; lieu de création : Théâtre le Manège, Mons (Belgique)

## Prix et honneurs
Au cours de sa carrière, Normand Chaurette s'est vu décerner de nombreux prix et distinctions. Il remporte le Prix littéraires Radio-Canada et le Grand prix Paul-Gilson (Communauté radiophonique des programmes de langue française, Lausanne), en 1976, pour Rêve d'une nuit d'hôpital ; le Prix de l'Association québécoise des critiques de théâtre (meilleur texte créé à la scène) en 1988 pour Fragments d'une lettre d'adieu lus par des géologues ; le Prix littéraire du Gouverneur général (théâtre) en 1996 pour Le Passage de l'Indiana ; le Grand prix Tchicaya U Tam'si (Agence de la francophonie ACCT) et le Prix Beaumarchais-SACD en 1996 pour Petit Navire ; le Masque de la traduction en 1996 pour Songe d'une nuit d'été (William Shakespeare) ; le Prix CIC Paris Théâtre en 1997 pour Les reines ; le Prix Essor du ministère de l'Éducation et de la Culture (France) en 1997 pour Stabat Mater I ; et le Masque en 1998 pour Le Passage de l'Indiana (catégorie texte original),.
Il obtient aussi le Prix littéraire du Gouverneur général (théâtre) en 2001 et le Masque en 2002 pour Le petit Köchel ; une fois encore le Masque de la traduction pour La nuit des rois en 2004 ; le Prix littéraire du Gouverneur général (théâtre) en 2011 pour Ce qui meurt en dernier ; enfin, le Prix de la revue Études françaises en 2011, et pour la quatrième fois, le Prix littéraire du Gouverneur général (essai) en 2012 pour Comment tuer Shakespeare,. Cet essai remporte aussi le Prix Spirale Eva-Le-Grand (2012) et celui de la revue Études françaises (2011).
Son talent est également applaudi du Canada anglais. Il est lauréat en 1993 du Prix F. Lloyd Chalmers (pour les pièces de théâtre canadiennes) avec Linda Gaboriau (traduction) pour The Queens.
En 1996, fort d'une renommée qui dépasse les frontières canadiennes, il reçoit la Bourse d'écriture de l'Association Beaumarchais (Paris) pour Petit Navire. En 1997, l'Association québécoise des critiques de théâtre (AQCT) lui décerne un Prix spécial pour le rayonnement à l'étranger.
En 2004, il est fait officier de l'Ordre du Canada et reçoit en 2012 la Médaille du jubilé de diamant de la Reine Elizabeth II.